# Insule în derivă (film)
Insule în derivă (în engleză Islands in the Stream) este un film dramatic american din 1977, care a ecranizat romanul cu același nume (publicat postum în 1970) al lui Ernest Hemingway. Filmul a fost regizat de Franklin J. Schaffner și i-a avut în rolurile principale pe George C. Scott, Hart Bochner, Claire Bloom, Gilbert Roland și David Hemmings⁠(d).

## Distribuție
- George C. Scott — Thomas Hudson
- David Hemmings⁠(d) — Eddy
- Gilbert Roland — căpitanul Ralph
- Susan Tyrrell⁠(d) — Lil
- Richard Evans⁠(d) — Willy
- Claire Bloom — Audrey Hudson
- Julius Harris⁠(d) — Joseph
- Hart Bochner — Tom Hudson
- Brad Savage⁠(d) — Andrew Hudson
- Michael-James Wixted — David Hudson
- Hildy Brooks — Helga Ziegner